# Rua Chile (Natal)

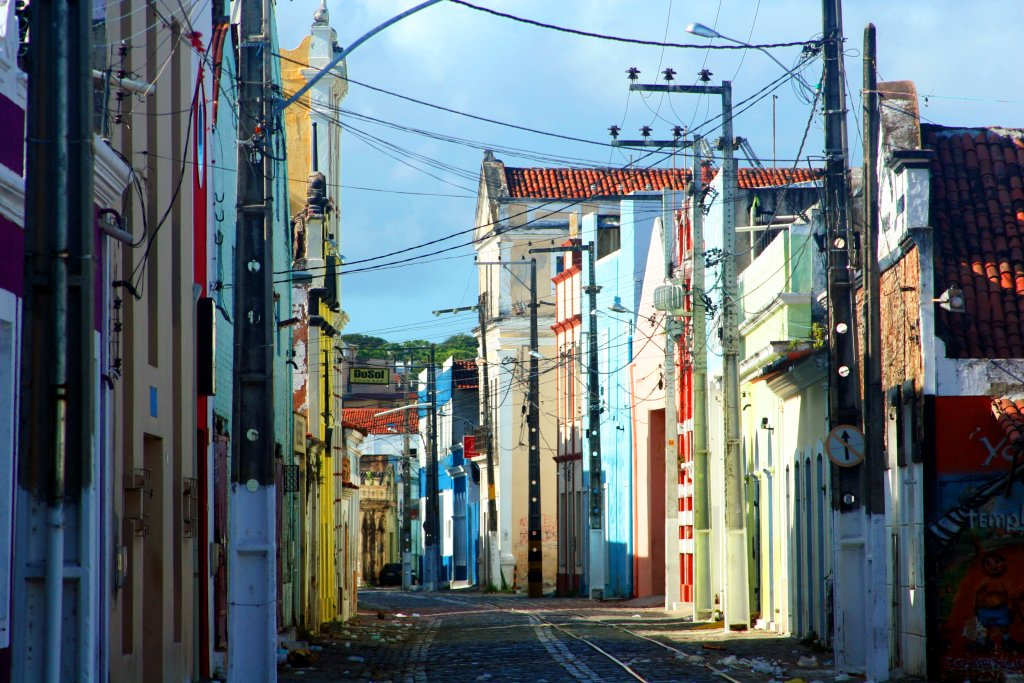
Rua Chile.

A Rua Chile, antes, Rua da Alfândega, e Rua do Comércio, é um via localizada no bairro da Ribeira, em Natal.
Foi uma das principais ruas do bairro, no século XIX, quando estava repleta de armazéns que estocavam algodão, açúcar e peixe, entre outros produtos que chegavam e partiam pelo porto.
Suas casas e prédios pertencem à Zona de Preservação Histórica (Centro Histórico de Natal).
Hoje em dia abriga diversos bares e boates, servindo de ponto de encontro para a juventude nas noitadas. É também cenário de importantes eventos culturais da cidade, como o Música Alimento da Alma (MADA) e o Encontro Natalense de Escritores (ENE).